# Georg Riehm

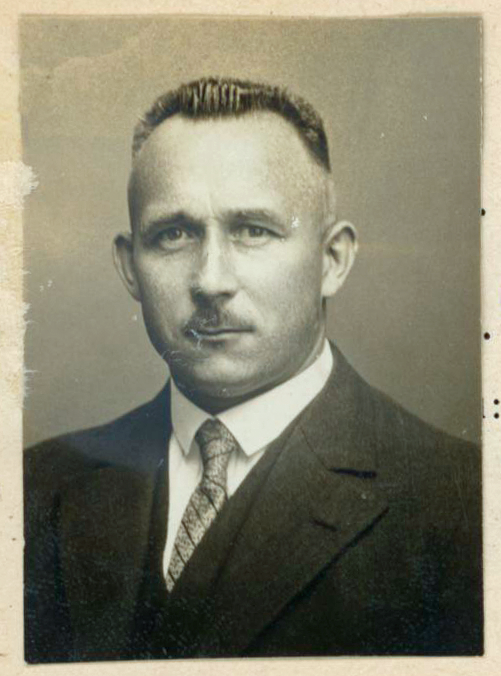
Foto von Georg Riehm, Karteikarte des Häftlingsamtes des Konzentrationslager Dachau, August 1944.

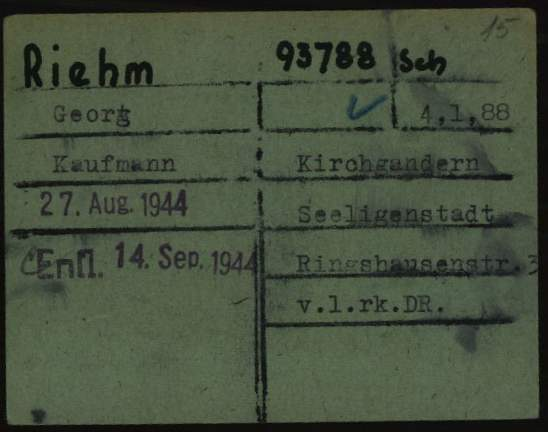
Karteikarten von Georg Riehm des Häftlingsamtes des Konzentrationslager Dachau. Das Häftlingsamt erfasste auf diesen Karten die Personalien der Häftlinge.

Georg Riehm (* 4. Januar 1888 in Kirchgandern (Landkreis Eichsfeld); † 26. November 1946 in Schlüchtern) war ein deutscher Politiker (SPD) und Abgeordneter des Provinziallandtages der preußischen Provinz Hessen-Nassau.

## Leben
Georg Riehm war der Sohn des Wilhelm Riehm und dessen Gemahlin Katharina Kahlmeier. Er war mit Augusta Happel (* 21. Februar 1891 in Wüstensachsen) verheiratet. Nach seiner Schulausbildung erlernte er den Beruf des Maschinenschlossers, fand Beschäftigung in den Eisenbahnreparaturwerkstätten in Fulda und betätigte sich politisch. Er wurde Vorstandsmitglied der SPD auf Stadt- und Kreisebene in Schlüchtern.
Vom 12. April bis zum 7. Juli 1933 hatte er als Nachfolger des Abgeordneten Benno Schubert einen Sitz im Kurhessischen Kommunallandtag des Regierungsbezirks Kassel, aus dessen Mitte er ein Mandat für den Provinziallandtag der Provinz Hessen-Nassau erhielt. Wegen seiner Parteizugehörigkeit verlor er seine Parlamentsmandate. Riehm fand Arbeit  als Verkaufsstellenrevisor bei der Mainzer Konsumgenossenschaft, wo er nach kurzer Zeit auf Betreiben der NSDAP entlassen wurde. Er blieb als Kaufmann in der Lebensmittelbranche tätig, wurde ständig durch die Gestapo überwacht und am 22. August 1944 im Rahmen der Aktion Gitter, die im Zusammenhang mit dem Attentat vom 20. Juli 1944 stand, in Schutzhaft genommen. Er kam ins KZ Dachau, wurde nach seiner Entlassung am 14. September 1944 zu einer „Bewährungseinheit“ der Wehrmacht an die Ostfront eingezogen und blieb bis Mitte 1945 in Kriegsgefangenschaft. Ende des Jahres wurde er Geschäftsführer der Konsumgenossenschaft Schlüchtern.
Am 26. November 1946 verunglückte er auf einer Dienstreise und starb.